# Osiedle Limanowskiego w Augustowie
Osiedle Limanowskiego (Baraki) – osiedle w Augustowie w województwie podlaskim.

## Współczesność
Osiedle Limanowskiego nie stanowi formalnej jednostki pomocniczej gminy. Wydzielane jest zwyczajowo oraz w dokumentach Urzędu Miejskiego.
Osiedle położone jest na wschód od centrum Augustowa. Na północy ograniczone jest ul. 29 Listopada (w ciągu drogi krajowej nr 8), na wschodzie Kanałem Bystrym, na południu ul. Obrońców Westerplatte (w ciągu drogi wojewódzkiej nr 664), a na zachodzie Kanałem Augustowskim. Główną ulicą osiedla jest ul. Waryńskiego.
Na osiedlu dominuje zabudowa jednorodzinna. Przy ul. Waryńskiego znajduje się Przedszkole nr 1, parafia rzymskokatolicka Miłosierdzia Bożego oraz cmentarz ofiar terroru narodowości żydowskiej z II wojny światowej, natomiast przy ul. Jaćwieskiej znajduje się Sala Królestwa Świadków Jehowy. Wzdłuż Kanału Bystrego oraz Augustowskiego poprowadzone są bulwary spacerowe oraz ścieżki rowerowe. Obok ul. 29 listopada mieści się Regionalne Centrum Rekreacji „Kaktusik”.

## Historia
Zabudowa osiedla zaczęła powstawać w XIX w. W latach 60. zostały zbudowane magazyny prochowe, zaś w 1881 po dużym pożarze miasta prowizoryczne baraki dla pogorzelców, od których wzięła się potoczna nazwa osiedla Baraki. W kolejnych latach robotnicy napływający do Augustowa stawiali nielegalnie ubogie domy. Na przełomie XIX i XX w. istniało ok. 40–50 chałup zamieszkanych przez 243 mieszkańców. Dzielnica była jedną z uboższych i zaniedbanych części miasta. W 1927 osiedle zostało oficjalnie nazwane imieniem Bolesława Limanowskiego. W 1928 zbudowano nowoczesną rzeźnię miejską. W sierpniu 1941 Niemcy utworzyli na terenie dzielnicy getto dla ludności żydowskiej, zlikwidowane w październiku 1942. Przedszkole przy ul. Waryńskiego powstało w 1968. W lipcu 1995 została erygowana parafia Miłosierdzia Bożego, zaś kościół parafialny oddano do użytku w 1999.